# Утулик (река)
Утули́к (от бур. «хүтэлэг» — невысокий перевал) — река в Бурятии и Иркутской области России. Впадает в озеро Байкал. Длина — 86 км, площадь водосборного бассейна — 965 км².

## Описание
Берёт начало на водоразделе Хамар-Дабана на Патовом плато. Протекает в северо-восточном направлении по территории Тункинского и Слюдянского районов. В устье реки, на правом берегу, расположен посёлок Утулик.
Питание Утулика снежно-дождевое, расход воды в летние месяцы: в июне — 29,8 м³/сек, в июле — 46,5 м³/сек, в августе — 40,7 м³/сек (по данным Белокурова Е. В). По данным наблюдений с 1941 по 1999 год среднегодовой расход воды в районе посёлка Утулик (3,2 км от устья) составляет 16,39 м³/с. Летом питание Утулика составляет: на 3/4 — дождевое питание и на 1/4 — за счёт подземных вод. Средний уклон реки — 7,7 м/км.
Хорошей тропы вдоль реки нет. Утулик популярен среди водных туристов. Маршрут по нему является достаточно сложным (3 категория сложности с элементами 5). Сплавной участок реки, от впадения левого притока Спусковой до Байкала составляет 50 км. Сплав возможен на катамаранах, рафтах и плотах, каяках. На всём протяжении реки расположено свыше 100 препятствий.
Основные пороги на реке:
- Рассохинский (3 к/с)
- Раздельный (3-4 к/с)
- Чижик (5 к/с)
- Трёхкаскадный (4 к/с)
- Травес (3 к/с)
- Гротовый 4 к/с)
- Трек (4 к/с)
- Мангутайский (5 к/с)
- Зев (4 к/с)
- Большой мордоворот (5 к/с)
- Малый мордоворот (4 к/с)

В среднем течении Утулик течёт в ущелье, вбирая в себя небольшие ручьи и водопады:
Левые притоки: Быстрый Ключ, Золотой Ключ, Большой Солбах, Корнилова, Голая, Спусковая, падь Плишаткина, Мясникова, Берёзовый, Овражный, Сосновка.
Правые притоки: Прямой, Субутый, Шубутуй, падь Глухая, Рассоха, Северный, Алексеевский.
Водоразделы:
- Безымянный Голец
- Сосновский Голец

## Соревнования
На пороге «Малый Мордоворот», в период с 1974 по 1993 и с 2006 по 2009 года, проводились областные соревнования по водному туризму в дисциплине «дистанция водная». Соревнования назывались «Байкальская весна».